# Cao Tri Bạch

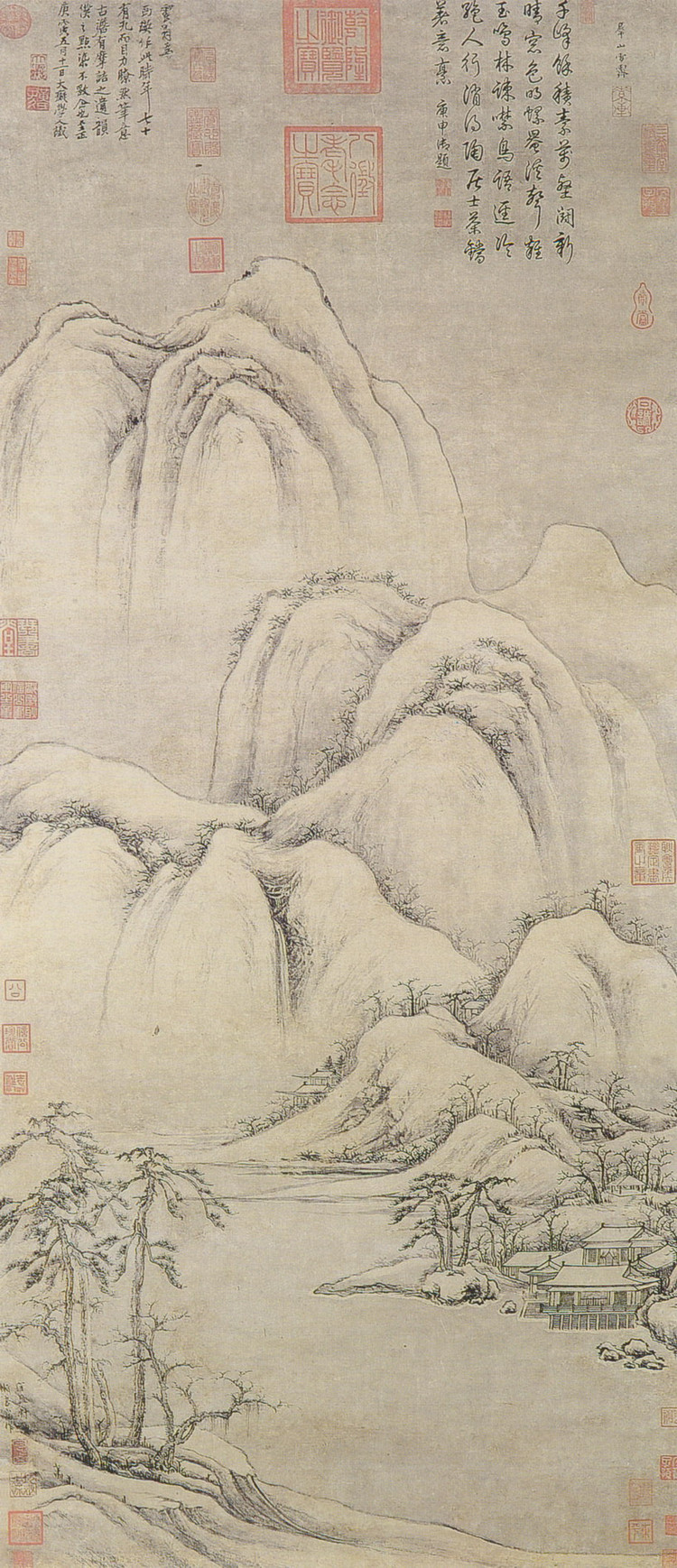
Cao Tri Bạch, Dọn dẹp tuyết trên núi, Bảo tàng Cố cung Quốc gia

Cao Tri Bạch (tiếng Trung: 曹知白; bính âm: Cáo Zhībái; Wade–Giles: Ts'ao Chih-pai; 1271一1355) là một họa sĩ Trung Quốc nổi tiếng và là người ham sách từ triều đại nhà Nguyên. Tên tự của ông là Hựu Huyền (又玄), Trinh Tố (贞素); và tên hiệu của ông là Vân Tây (云西). 